# Stichocibicidinae
Stichocibicidinae es una subfamilia de foraminíferos bentónicos de la familia Cibicididae, de la superfamilia Planorbulinoidea, del suborden Rotaliina y del Orden Rotaliida. Su rango cronoestratigráfico abarca desde el Ypresiense (Eoceno inferior) hasta la Actualidad.

## Clasificación
Stichocibicidinae incluye a los siguientes géneros:
- Crimmia
- Dyocibicides
- Gutzia
- Pyropiloides
- Rectocibicides †
- Stichocibicides †